# Matrimonio igualitario en Argentina

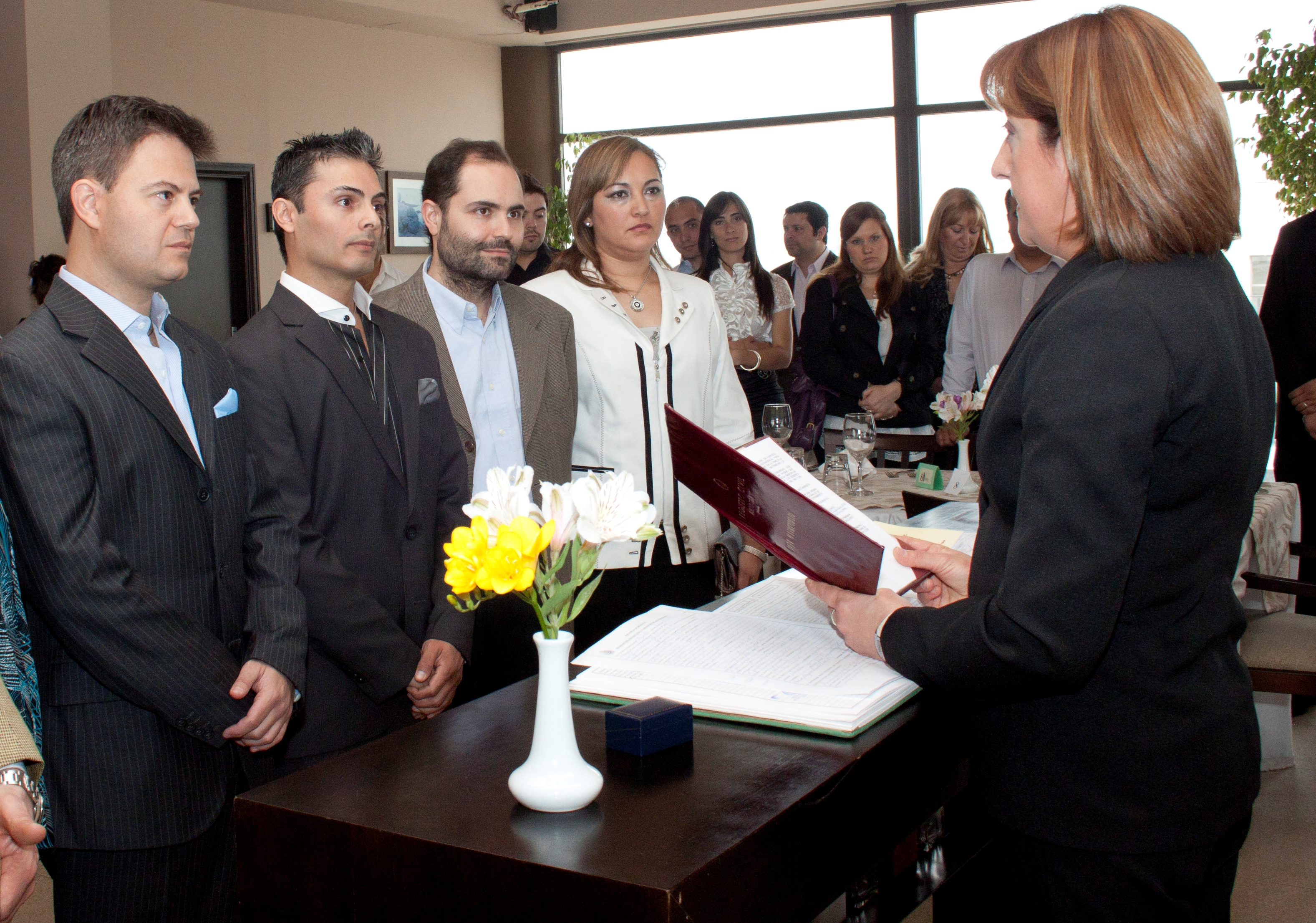
Casamiento del cantante argentino Carlos Morell, celebrado el 17 de septiembre de 2011

La República Argentina permite el matrimonio igualitario desde el 15 de julio de 2010. De esta forma, el país se convirtió en el primero de América Latina en reconocer este derecho en todo su territorio nacional. Además, fue el segundo país de América (después de Canadá) y el décimo a nivel mundial en legalizar este tipo de unión.
El debate sobre la legislación autorizando el matrimonio entre personas del mismo sexo comenzó en la Argentina a partir de la campaña nacional por la igualdad jurídica lanzada por la Federación Argentina de Lesbianas, Gays, Bisexuales y Trans, bajo la consigna «Los mismos derechos, con los mismos nombres». Cabe destacar que en Argentina se utilizó la expresión matrimonio igualitario para hacer referencia a la reforma del Código Civil, porque se entendía que se trataba de la búsqueda de la igualdad entre sus habitantes. Fue desde aquí en la década de 2010 en donde también empezó a ser frecuentemente utilizado el término para referirse a la igualdad del matrimonio en otros países en donde se discutía o se discute, como Uruguay, Colombia, Chile o Brasil, masificándose el uso de la expresión para referirse al matrimonio homosexual.
Unas 1100 parejas del mismo sexo contrajeron matrimonio durante los primeros 6 meses de vigencia de la ley, y unas 2297 parejas en el primer año.
Hasta diciembre de 2012 se han realizado 4539 uniones y para 2014 ya habían contraído matrimonio 6200 parejas. hacia 2015 el número de matrimonios se había elevado a más de 10 000 parejas.

## Antecedentes y Leyes de unión civil
El 12 de diciembre de 2002 se aprobó en la Ciudad Autónoma de Buenos Aires el proyecto de ley de unión civil presentado por la CHA. De esta manera, Buenos Aires se convirtió en la primera jurisdicción de América Latina en legalizar la unión civil entre personas del mismo sexo.
Si bien refería a una institución distinta y con alcances limitados, abarcaba tanto a parejas del mismo como de distinto sexo, y sirvió como apoyo a las distintas organizaciones locales que reclamaban el reconocimiento a nivel nacional de derechos para las parejas del mismo sexo (unión civil nacional y matrimonio).
Luego de aprobada en la Ciudad de Buenos Aires, la provincia de Río Negro aprobó la ley de Unión Civil, y luego lo hicieron las ciudades de Villa Carlos Paz y Río Cuarto, ambas en la Provincia de Córdoba.

## Fallos judiciales
Desde 2007 fueron presentadas acciones de amparo en la Justicia, reclamando se declare la inconstitucionalidad de los artículos del Código Civil que impedían el ejercicio del derecho al matrimonio a las parejas formadas por personas del mismo sexo.
El primer amparo fue presentado por María Rachid, presidenta de la Federación Argentina de Lesbianas, Gays, Bisexuales y Trans (FALGBT), junto con su pareja Claudia Castro.
El recurso fue elevado a la Corte Suprema de Justicia, quien se pronunciaría a favor del mismo, con dictamen del entonces procurador general de la Nación Esteban Righi, aunque no debió dictar fallo al aprobarse en el Congreso la reforma del Código Civil. El 21 de enero de 2008, representantes de la CHA, contrajeron matrimonio en España, como estrategia política para impulsar el reconocimiento legal de las parejas homosexuales.[cita requerida]
El 13 de noviembre de 2009, la jueza Gabriela Seijas de la Ciudad Autónoma de Buenos Aires declaró inconstitucionales los artículos 172 y 188 del Código Civil, en cuanto limitaban el matrimonio a personas de distinto sexo, y permitió que los peticionantes Alex Freyre y José María Di Bello pudieran casarse.
La pareja obtuvo el turno para que se realice el matrimonio el día 1 de diciembre, de fuerte simbolismo ya que se trata del Día Mundial de la Lucha contra el Sida, en un Registro Civil del barrio porteño de Palermo. Pero en el mismo día la jueza del Juzgado Nacional en lo Civil Martha Gómez Alsina suspende el amparo a pedido de la Corporación de Abogados Católicos. Ese día se presentaron los novios junto a manifestantes en el Registro Civil y se realizó una conferencia de prensa. Durante la jornada las autoridades del Registro Civil debatieron cuál de los dos fallos acatar y, junto con el Gobierno de la Ciudad, se definieron por suspender la boda.
Sin embargo, el 28 de diciembre de 2009 a las 16:30, el primer matrimonio civil entre personas del mismo sexo de Latinoamérica y el Caribe pudo ser realizado, en la ciudad de Ushuaia en Tierra del Fuego. La ceremonia entre Alex Freyre y José María Di Bello fue posible gracias al decreto 2996/09 emitido por la gobernadora de la provincia Fabiana Ríos, quien acató el fallo de inconstitucionalidad de los artículos 172 y 188 del Código Civil emitido por la jueza Gabriela Seijas.
Los preparativos y acciones legales, así como la radicación de los contrayentes en la ciudad de Ushuaia se hizo con la mayor discreción posible para evitar que agrupaciones ultraconservadoras llevaran a cabo acciones legales para impedir la ceremonia.
En otro caso el 22 de febrero de 2010 la jueza de la Ciudad Autónoma de Buenos Aires, Elena Liberatori, hizo lugar al recurso presentado por Damián Ariel Bernath y Jorge Esteban Salazar Capón, para que se lleve a cabo su matrimonio en el Registro Civil de dicha ciudad.

El entonces cardenal Jorge Mario Bergoglio del Arzobispado de Buenos Aires y la Corporación de Abogados Católicos impulsaron la apelación del fallo, y María del Carmen Gioco, fiscal en lo Contencioso Administrativo y Tributario de la Ciudad, anunció que apelaría la sentencia de la jueza Elena Liberatori.
El recurso interpuesto por la fiscal fue rechazado por improcedente, por lo que finalmente el matrimonio se celebró el 3 de marzo de 2010, siendo el primer matrimonio entre personas del mismo sexo realizado en la Ciudad de Buenos Aires y segundo celebrado en Argentina.
El 9 de abril de 2010, se celebró el primer matrimonio lésbico de Argentina y tercer matrimonio entre personas del mismo sexo, entre Norma y Ramona, ambas de 67 años de edad quienes llevaban una relación de más de 30 años. La ceremonia se realizó en un Registro Civil de la Ciudad Autónoma de Buenos Aires
El cuarto matrimonio habilitado judicialmente fue el de Carlos Álvarez y Martín Canevaro, el 15 de abril de 2010.
El quinto matrimonio fue entre un ciudadano francés, Gilles Grall y Alejandro Luna, el 30 de abril de 2010 en la Ciudad Autónoma de Buenos Aires.
Se celebraron por esta vía en total 10 matrimonios: el sexto, entre Alberto Fernández y Matías Méndez, el séptimo, entre Verónica Dessio y Carolina Pérez (el primero en la provincia de Buenos Aires), el octavo, entre Diego de Jesús Arias y Leonardo Miguel De Santo, y el noveno entre Antonio Báez y Alejandro González, mientras se producía el debate de la ley.

## Ley de Matrimonio Igualitario

### Antecedentes parlamentarios
A principios de la década de 1990, la Asociación Gays por los Derechos Civiles dirigida por Carlos Jáuregui trató de impulsar el proyecto de una ley de matrimonio civil, pero sin resultados.
El 11 de diciembre de 1998 fue presentado un proyecto de «parteneriato» a nivel nacional en la Cámara de Diputados por la diputada Laura Musa, que no fue tratado y al perder estado parlamentario fue reiterado por la diputada Margarita Stolbizer el 23 de marzo de 2000, con nuevas presentaciones en los años 2002 y 2004 por la diputada Laura Musa. La ley se llamaba «Parteneriato, uniones para personas del mismo sexo», evitaba la confrontación directa con la Iglesia Católica y estaba fundamentado por la Sociedad de Integración Gay Lésbica Argentina (SIGLA).
En 2005 la CHA presentó el proyecto de «unión civil» nacional, que a diferencia de las uniones locales incorpora (porque es competencia del Congreso Nacional) todos los derechos (pensión, patria potestad compartida, herencia, beneficios previsionales y de obra social, etc.) para todas las parejas de distintos y del mismo sexo, con un régimen diferente al matrimonio, ya que no regula la necesidad de monogamia, ni del contrato conyugal, ni la anulación del contrato por la existencia de determinadas condiciones físicas y de salud, entre otros cuestionamientos a la institución matrimonial. Este proyecto perdió estado parlamentario al siguiente año.
En mayo de 2007 el diputado socialista Eduardo Di Pollina, con la colaboración de la diputada del ARI Marcela Rodríguez presentaron en la Cámara de Diputados de la Nación un proyecto de ley de matrimonio entre personas del mismo sexo en el marco de la campaña de la Federación Argentina de Lesbianas, Gays, Bisexuales y Trans (FALGBT) por ese derecho. El proyecto contaba con la firma de
Silvia Augsburger (PS);
Miguel Bonasso (Diálogo por Buenos Aires);
Remo Carlotto,
Héctor Recalde,
Araceli Méndez de Ferreyra,
Nora César,
Marta De Brasi,
Luis Ilarregui y
Santiago Ferrigno (Frente para la Victoria);
Eduardo Macaluse,
Marta Maffei,
Fabiana Ríos,
Leonardo Gorbacz,
Carlos Raimundi y
Delia Bisutti (ARI);
María del Carmen Rico (Peronismo Federal);
Norma Morandini (Partido Nuevo de Córdoba);
Claudio Lozano (Juntos por Buenos Aires);
Alicia Tate (UCR) y
Carlos Tinnirello (Redes).
En octubre de 2007, la senadora nacional por la Ciudad de Buenos Aires Vilma Ibarra, también con el respaldo de la FALGBT, presentó en el Senado un proyecto de ley similar al de Di Pollina, que llevó el debate a la Cámara Alta.

### Debate parlamentario

#### Tratamiento en la Cámara de Diputados
En la madrugada del 5 de mayo de 2010, la Cámara de Diputados aprobó un proyecto de ley modificatorio del Código Civil que permite el matrimonio entre personas del mismo sexo por 126 votos a favor frente a 110 en contra y cuatro abstenciones.
Frente a la propuesta, los partidos dieron libertad a sus legisladores para votar. Los de mayor representación no tuvieron posiciones unánimes: votaron mayoritariamente a favor de la reforma la Coalición Cívica (84 %), aunque su líder Elisa Carrió se abstuvo, y el Frente para la Victoria (53 %). El «no» fue mayoritario en el peronismo «federal» (79 %), la Unión Cívica Radical (56 %) y el PRO (55 %). Los bloques medianos tuvieron posiciones unánimes (100%) a favor: Proyecto Sur y aliados, Partido Socialista, Generación para un Encuentro Nacional y Nuevo Encuentro
También contó con la aprobación y apoyo del expresidente Néstor Kirchner, quien era entonces Diputado Nacional del FpV y presidente del Partido Justicialista.
| Bloques     | Bloques                                         | Afirmativo | Negativo | Abstención | Ausente | Presidente de la Cámara |
| ----------- | ----------------------------------------------- | ---------- | -------- | ---------- | ------- | ----------------------- |
|             | Frente para la Victoria - PJ (86)               | 46         | 29       |            | 10      | 1                       |
|             | Unión Cívica Radical (43)                       | 17         | 24       | 1          | 1       |                         |
|             | Peronismo Federal (28)                          | 6          | 22       |            |         |                         |
|             | Coalición Cívica (19)                           | 16         | 1        | 2          |         |                         |
|             | Propuesta Republicana (11)                      | 4          | 6        |            | 1       |                         |
|             | Frente Cívico por Santiago (7)                  | 1          | 4        | 1          | 1       |                         |
|             | Partido Socialista (6)                          | 6          |          |            |         |                         |
|             | Peronista (6)                                   |            | 6        |            |         |                         |
|             | GEN (5)                                         | 5          |          |            |         |                         |
|             | Movimiento Proyecto Sur (5)                     | 5          |          |            |         |                         |
|             | Nuevo Encuentro Popular y Solidario (5)         | 5          |          |            |         |                         |
|             | Frente Cívico - Córdoba (3)                     |            | 3        |            |         |                         |
|             | Movimiento Popular Neuquino (3)                 | 2          |          |            | 1       |                         |
|             | Sí por la Unidad Popular (3)                    | 3          |          |            |         |                         |
|             | Córdoba Federal (2)                             |            | 2        |            |         |                         |
|             | Corriente de Pensamiento Federal (2)            |            | 2        |            |         |                         |
|             | Partido de la Concertación (2)                  | 2          |          |            |         |                         |
|             | Partido Justicialista La Pampa (2)              | 1          | 1        |            |         |                         |
|             | Libres del Sur (2)                              | 2          |          |            |         |                         |
|             | Diálogo por Buenos Aires (1)                    | 1          |          |            |         |                         |
|             | Consenso Federal (1)                            |            |          |            | 1       |                         |
|             | Frente Cívico y Social de Catamarca (1)         |            | 1        |            |         |                         |
|             | Frente de Todos (1)                             | 1          |          |            |         |                         |
|             | Frente para la Victoria - Partido Bloquista (1) |            | 1        |            |         |                         |
|             | Frente Peronista Federal (1)                    |            | 1        |            |         |                         |
|             | Partido de la Concertación - FORJA (1)          | 1          |          |            |         |                         |
|             | Partido Demócrata de Mendoza (1)                |            | 1        |            |         |                         |
|             | Partido Demócrata Progresista (1)               |            | 1        |            |         |                         |
|             | Partido Federal Fueguino (1)                    |            | 1        |            |         |                         |
|             | Partido Liberal de Corrientes (1)               |            | 1        |            |         |                         |
|             | Partido Renovador de Salta (1)                  |            | 1        |            |         |                         |
|             | Peronismo Jujeño (1)                            | 1          |          |            |         |                         |
|             | Peronista Córdoba Ciudadana (1)                 |            |          |            | 1       |                         |
|             | Proyecto Progresista (1)                        | 1          |          |            |         |                         |
|             | Salta Somos Todos (1)                           |            | 1        |            |         |                         |
|             | Valores para mi País (1)                        |            | 1        |            |         |                         |
| Total (257) | Total (257)                                     | 126        | 110      | 4          | 16      | 1                       |

#### Tratamiento en la Cámara de Senadores

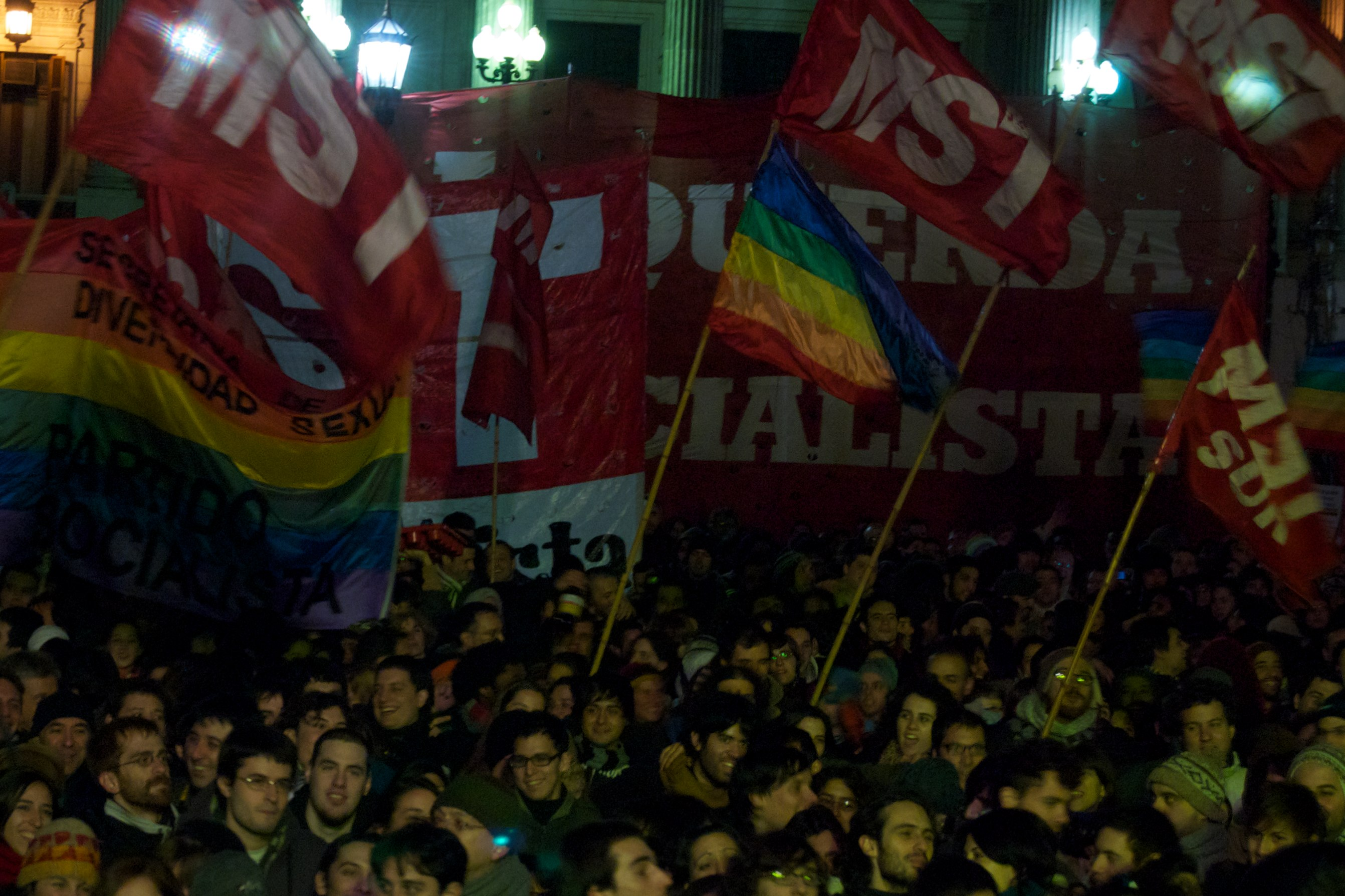
Miles de activistas y simpatizantes se congregaron frente al Congreso Nacional para apoyar la sanción del Senado.

Durante los meses previos al tratamiento en el Senado, la senadora Liliana Negre de Alonso por la provincia de San Luis, presidenta de la Comisión de Legislación General y miembro del Opus Dei trasladó el debate a las provincias del interior del país, donde en varias oportunidades dio encendidos discursos contra la modificación de la ley de Matrimonio Civil, así como también imposibilitó en forma evidente que organizaciones de derechos de gais y lesbianas se pudieran expresar en las audiencias públicas que se realizaron a tal fin.

Esto quiso hacer parecer que la modificación era una aspiración del puerto de Buenos Aires por sobre el interior de país, estaría en contra de la reforma.
El FPV reafirmó su voto mayoritario a favor del matrimonio (63 %) y el peronismo «federal», su voto en contra. Del bloque de la UCR, la mayoría (60 %) votó en contra, pero el presidente de bloque (Morales) y el presidente del partido (Sanz) lo hicieron a favor. También votaron a favor los senadores del PS (Giustiniani), la Coalición Cívica (Estenssoro), el Frente Cívico de Córdoba (Morandini y Juez) y el ARI de Tierra del Fuego (Díaz y Martínez), entre otros.
El martes 6 de julio, la comisión de Legislación General del Senado emitió tres dictámenes, uno de mayoría por el rechazo de las modificaciones del Código Civil (es decir, en contra del matrimonio igualitario), otro de minoría por la aprobación, y un tercero que proponía un régimen de Unión Civil, un proyecto nuevo que tendría como cámara de origen el Senado Nacional.
El dictamen de «unión civil» fue duramente criticado por las organizaciones LGBT, partidos políticos y por el Instituto Nacional Contra la Discriminación, la Xenofobia y el Racismo (INADI) que emitió un documento técnico, sacando a la luz el hecho de que en la práctica el nuevo proyecto no solo no reconocía derechos como la adopción o herencia, sino que los cercenaba. Hubo a su vez acusaciones desmedidas de parte de los sectores conservadores como declaraciones de Monseñor Marino diciendo falsedades contra las personas homosexuales, así como el trascendido de una carta del arzobispo de Buenos Aires, Jorge Bergoglio, calificando la iniciativa como «una “movida” del Diablo» y afirmando que «puede herir gravemente a la familia».
La presidenta Cristina Kirchner se mostró «sorprendida» y «preocupada» por «expresiones que hablan de un proyecto del Demonio», e indicó que esas afirmaciones «remiten a los tiempos de la Inquisición». «He escuchado que hasta se habla de una guerra de Dios y algunos incluso han planteado la posibilidad de un plebiscito, sin tener en cuenta que estarían plebiscitando el derecho de una minoría».
El día 13 de julio, a las 18:30, se manifestaron frente al Congreso Nacional sectores católicos y evangélicos pentecostales opuestos bajo el lema «Queremos papá y mamá». Al mismo tiempo, la FALGBT y otras organizaciones, junto al Instituto Nacional Contra la Discriminación, la Xenofobia y el Racismo (INADI) convocaron a un «ruidazo» a las 20:30 en varias esquinas de la ciudad, donde se hicieron sonar cornetas, bombos, silbatos y demás adminículos para demostrar su oposición a la marcha que se realizaba frente al Congreso.
Ese mismo día se dio a conocer la impugnación del dictamen de «unión civil» por José Pampuro, presidente provisional del Senado mientras el vicepresidente Julio Cobos se encontraba a cargo de la presidencia ante la gira protocolar de Cristina Fernández de Kirchner a China. La impugnación fue fundada en la inconstitucionalidad del proceder de la senadora Negre de Alonso, ya que mientras se está tratando un proyecto sobre un asunto, no puede presentarse otro que verse sobre ese mismo tema, según lo indica la Carta Magna.

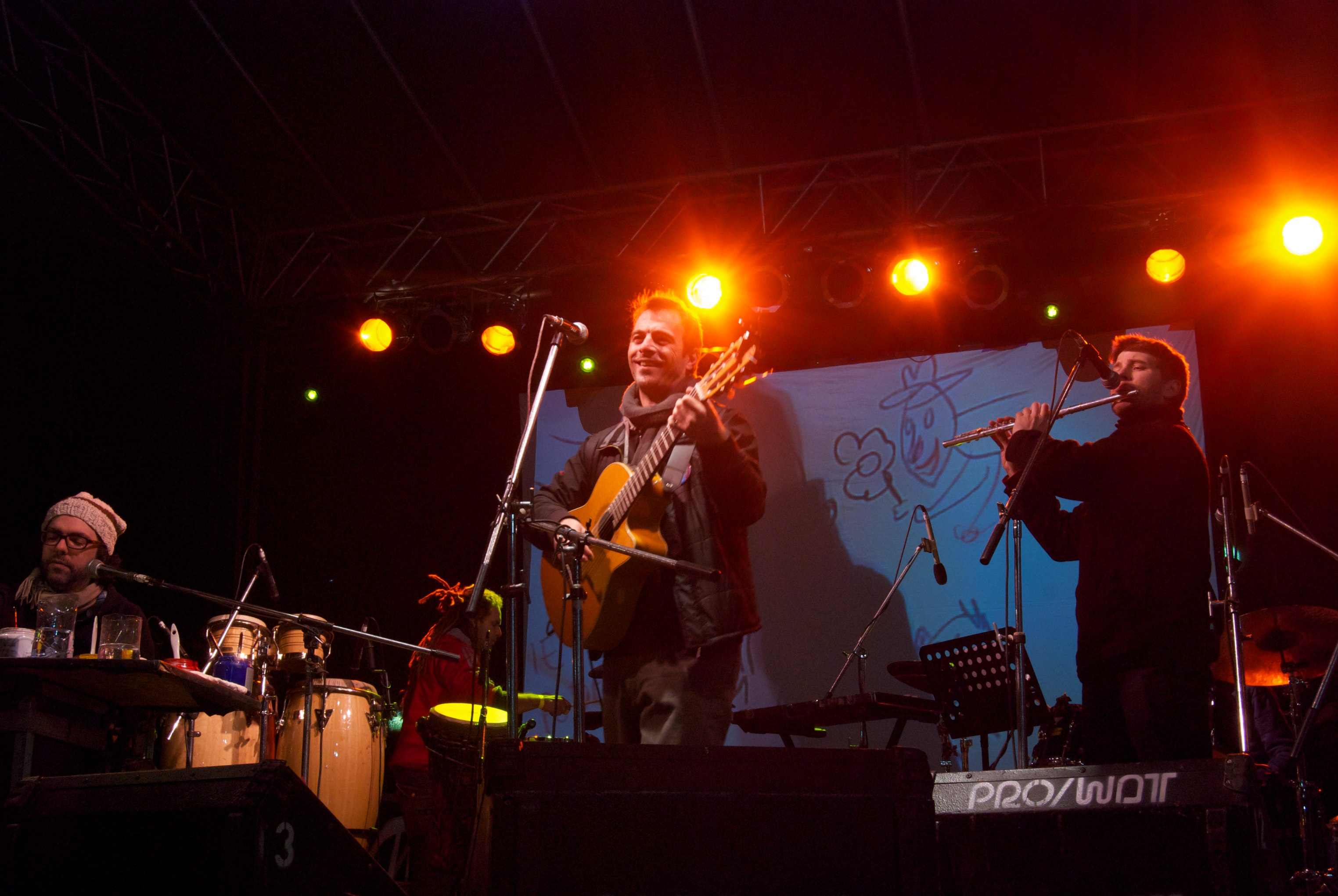
El cantante Kevin Johansen y la banda The Nada, junto al humorista Liniers, participaron del concierto en apoyo al matrimonio igualitario.

Al día siguiente, el 14 de julio, cerca del mediodía, comenzó el tratamiento de las reformas en el Senado, acompañado de una manifestación de organizaciones gay-lésbicas, partidos políticos de izquierda y centro-izquierda y autoconvocados frente al Congreso, quienes mantuvieron una pequeña gresca con pequeños grupos de conservadores.
Durante la tarde comenzó un recital para los manifestantes con la participación de artistas como 
el bajista Javier Malosetti,
el cantautor Kevin Johansen (con su banda The Nada),
el grupo musical under Karaoké (formado por gais, lesbianas y transexuales),
Francisco Bochaton
Gabriela Elena,
Denise Murz y
la banda de réggae Don Pirulero.
Al mismo tiempo, en el recinto de Senadores continuaba el debate con distintas especulaciones sobre el resultado por parte de los medios de comunicación y pasadas las doce de la noche, seguían las últimas alocuciones por parte de los legisladores mientras había trascendido que el bloque de la Unión Cívica Radical pediría modificaciones menores lo que hubiera requerido que el proyecto volviera a Diputados para su ratificación.

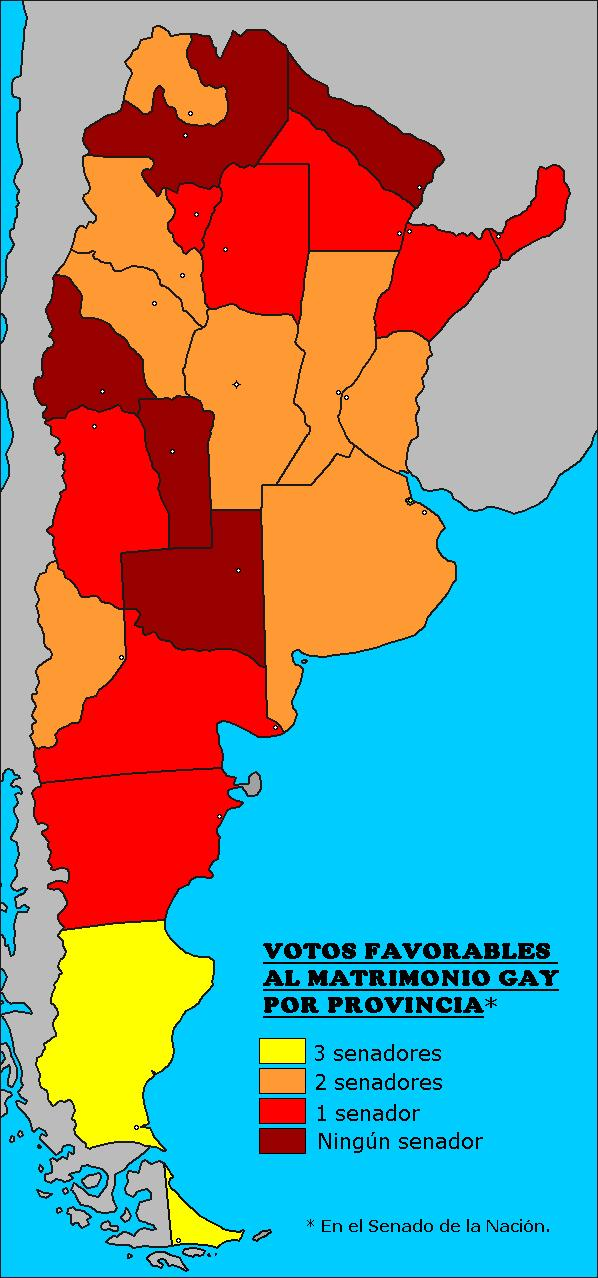
Votación favorable al matrimonio gay según provincia

Finalmente esas modificaciones no se hicieron efectivas y alrededor de las 4 de la mañana del día 15 de julio de 2010 se aprobó el dictamen de modificación de la Ley Civil de Matrimonio, permitiendo el matrimonio entre personas del mismo sexo, tal cual había sido sancionado en Diputados.
La votación fue de 33 votos a favor, 27 en contra y 3 abstenciones, hubo opiniones divididas en todos los bloques tanto en el Frente para la Victoria (el partido oficialista, facción del peronismo), como en la Unión Cívica Radical, destacándose la casi oposición unánime del Peronismo Federal (facción del peronismo opuesta al Poder Ejecutivo) así como el voto a favor de bloques minoritarios y unipersonales como el del Partido Socialista y otros partidos provinciales.

### La nueva ley

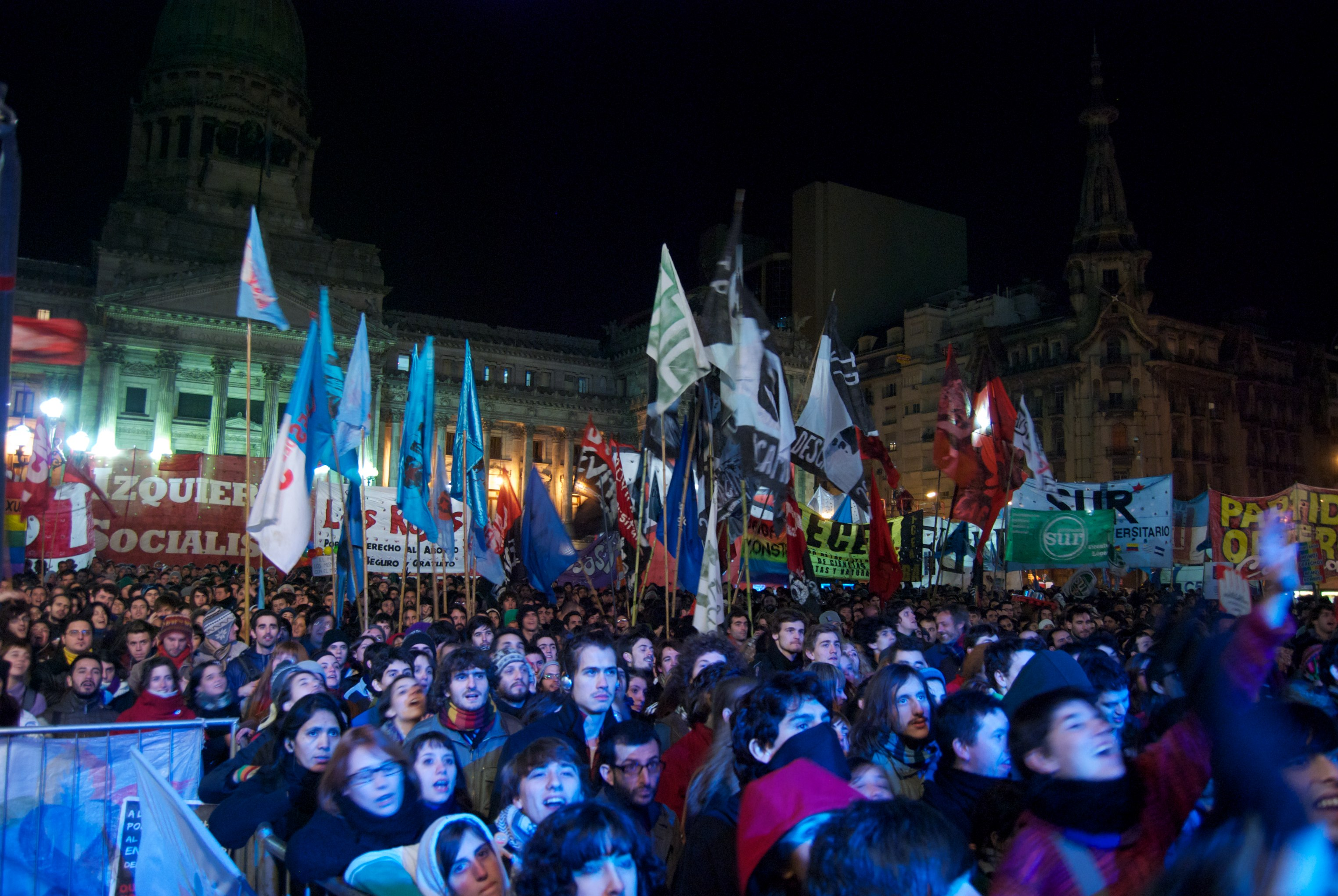
Vigilia a favor de la ley en la madrugada del 15 de julio de 2010

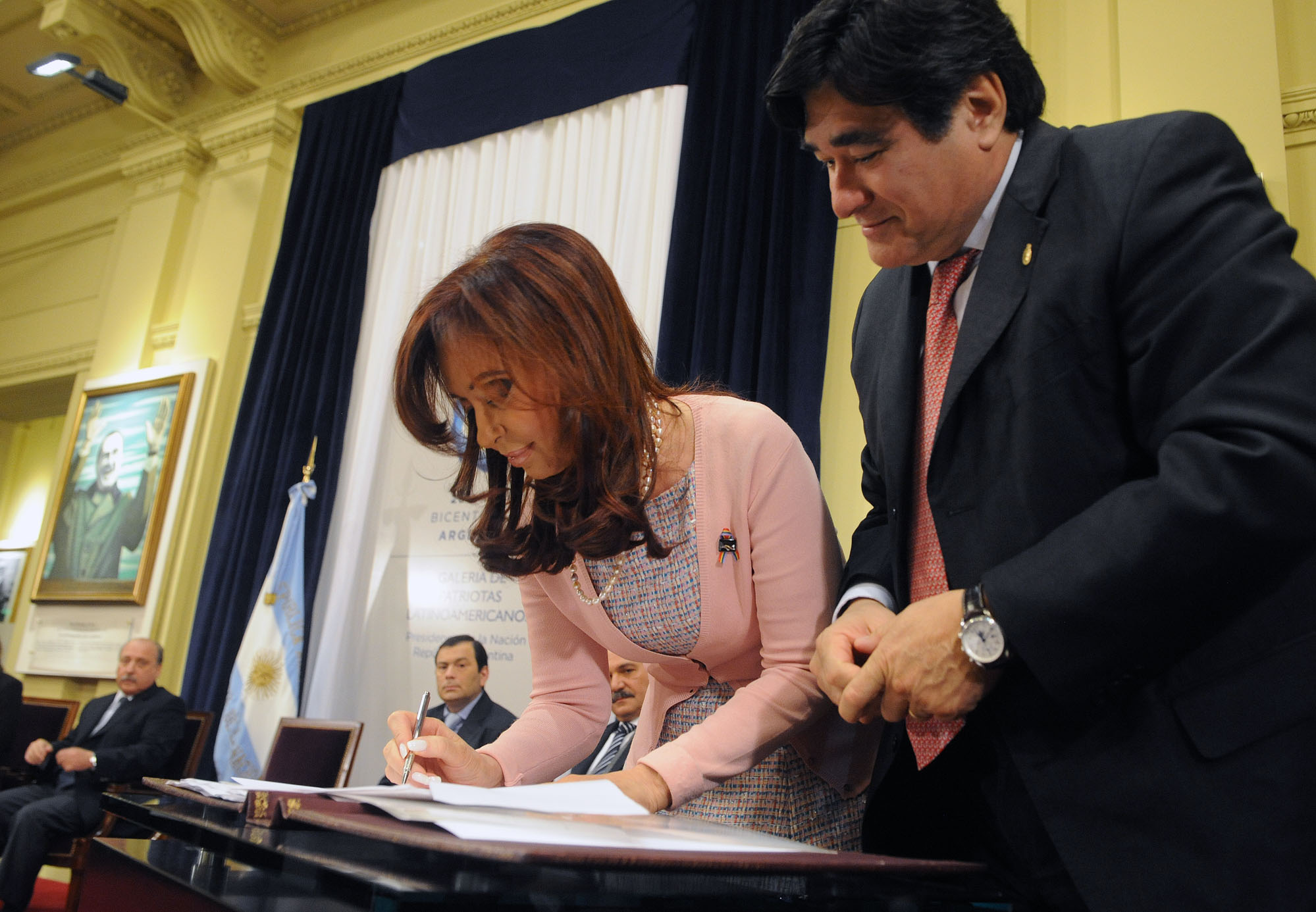
Cristina Fernández promulga la ley

La ley aprobada (Ley Nacional N.º 26.618) es una modificación de algunos artículos del Código Civil en su libro I, sección segunda «De los derechos en las relaciones de familia», del libro II, sección tercera, título II, «De la sociedad conyugal» y de otras secciones del código.
El cambio más importante se dio sobre el artículo 172, que definía al matrimonio entre «hombre y mujer». A partir de esta ley se reemplazó por «contrayentes» y se agregó: «El matrimonio tendrá los mismos requisitos y efectos, con independencia de que los contrayentes sean del mismo o de diferente sexo».
Esto implica también la adopción, ya que el artículo 312, que reza «Nadie puede ser adoptado por más de una persona simultáneamente, salvo que los adoptantes sean cónyuges» no se modifica. En el artículo 326, que trata sobre el apellido de los hijos adoptivos, hace una aclaración para cuando se trata de padres de distinto o de mismo sexo.
También se modificaron artículos de la ley 26.413 sobre inscripción de nacimientos, y la 18.248 sobre los nombres y apellidos de las personas.
La nueva ley fue promulgada por la presidenta Cristina Fernández de Kirchner en un acto realizado en Casa Rosada, del que participaron representantes de las organizaciones LGBT.
El nuevo Código Civil y Comercial de la Nación de la República Argentina, que entró en vigencia el 1.º de agosto de 2015, recepta el matrimonio igualitario, en el art. 402 establece: «Ninguna norma puede ser interpretada ni aplicada en el sentido de limitar, restringir, excluir o suprimir la igualdad de derechos y obligaciones de los integrantes del matrimonio, y los efectos que éste produce, sea constituido por dos personas de distinto o igual sexo». De esta manera, deja claro que todos los derechos y obligaciones que deriven de la unión marital aplican para todas las uniones, sin importar su orientación sexual o composición.

## Posiciones adoptadas en el tema

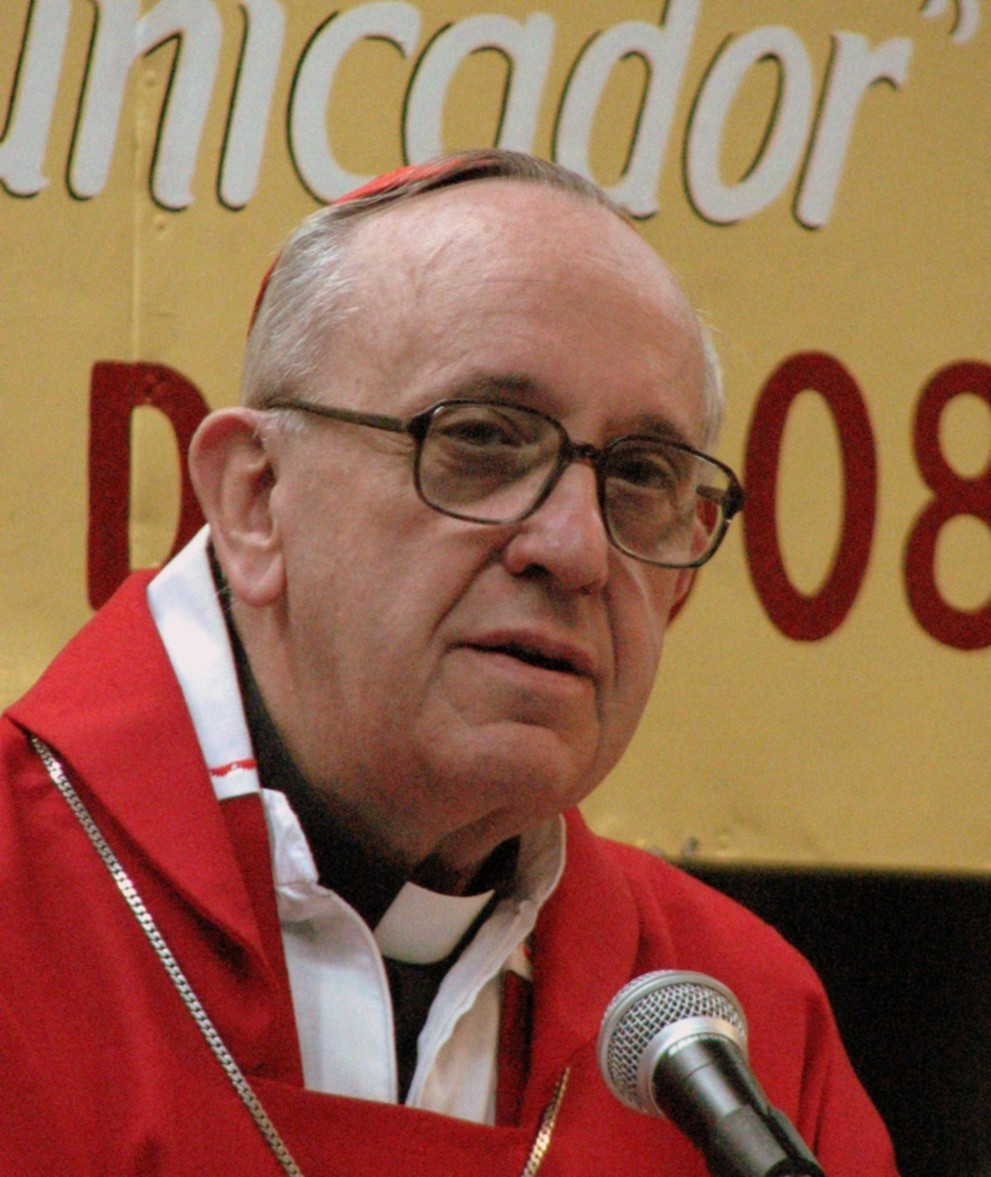
La jerarquía de la Iglesia Católica se manifestó abiertamente en contra y habló de una «guerra de Dios». En la foto, el entonces cardenal Bergoglio (futuro papa Francisco).

Las posiciones que se han expuesto frente al tema son las siguientes:
- Posición a favor de la equiparación total de las parejas homosexuales y hetereosexuales en cuanto al acceso al matrimonio, con los mismos derechos y obligaciones.
- Posición de rechazo total a una legislación que habilite a la pareja homosexual a contraer matrimonio, si bien en general acepta que mediante un régimen de unión civil se concedan derechos al beneficio de pensión, al de obra social, a ciertos derechos de orden patrimonial, etc. Su objeción se centra fundamentalmente en dos puntos: en cuanto a que se utilice el vocablo «matrimonio» para la unión homosexual y en cuanto a que se permita la adopción a parejas de este tipo, si bien pueden adoptar en forma individual.
- Posición intermedia entre las dos anteriores que propone que se formule para las parejas homosexuales y hetereosexuales legislaciones distintas acerca de sus derechos y obligaciones. Dentro de estas posiciones intermedias los temas principales de discusión son el derecho a adoptar y la utilización de la denominación de «matrimonio».

## Matrimonios celebrados
Según datos oficiales, a dos años de la sanción de la ley se habían celebrado más de 6 mil matrimonios en todo el país, distribuidos por jurisdicción de la siguiente manera:
| Entidad federal                                       |      |
| ----------------------------------------------------- | ---- |
| Provincia de Buenos Aires                             | 1455 |
| Ciudad Autónoma de Buenos Aires                       | 1405 |
| Santa Fe                                              | 664  |
| Córdoba                                               | 632  |
| Mendoza                                               | 389  |
| Tucumán                                               | 199  |
| Salta                                                 | 178  |
| Entre Ríos                                            | 128  |
| Neuquén                                               | 101  |
| San Juan                                              | 70   |
| Misiones                                              | 64   |
| Río Negro                                             | 64   |
| La Pampa                                              | 58   |
| Jujuy                                                 | 56   |
| Chaco                                                 | 51   |
| Catamarca                                             | 49   |
| Chubut                                                | 47   |
| Formosa                                               | 44   |
| Santiago del Estero                                   | 42   |
| San Luis                                              | 37   |
| Santa Cruz                                            | 35   |
| La Rioja                                              | 31   |
| Corrientes                                            | 31   |
| Tierra del Fuego, Antártida e Islas del Atlántico Sur | 14   |

En 2020 se cumplieron 10 años de la sanción de la ley. En la ciudad de Buenos Aires se celebraron 4.124 matrimonios entre personas del mismo sexo hasta finales de 2019. Las uniones entre hombres alcanzaron a 2.703 mientras que hubo 1.421 matrimonios entre mujeres en la primera década de legislación, según datos oficiales del gobierno porteño.

### Matrimonio para extranjeros no residentes
Dentro de la normativa jurídica argentina, el Artículo 20 de la Constitución Nacional establece:

Los extranjeros gozan en el territorio de la Nación de todos los derechos civiles del ciudadano; pueden (…) testar y casarse conforme a las leyes…
Artículo 20, Constitución de la Nación Argentina

Cabe agregar que las leyes argentinas que regulan el matrimonio no agregan ningún requisito particular ni hacen ninguna diferencia para los matrimonios entre personas extranjeras.
A partir del mes de marzo de 2012 la Dirección de Registro Civil del gobierno de la provincia de Santa Fe emitió una resolución por medio de la cual se comunica al personal del Registro Civil las disposiciones y procedimientos para atender las solicitudes de extranjeros no residentes o con residencia transitoria (turistas).
Tras gestiones de la FALGBT, actualmente son cuatro los distritos que permiten celebrar estos matrimonios: Santa Fe, Tierra del Fuego, Provincia de Buenos Aires y Ciudad de Buenos Aires, convirtiendo a la Argentina en el segundo país del mundo en permitir los matrimonios igualitarios entre turistas, luego de Canadá.

## Matrimonio religioso
La Iglesia Dinamarquesa en Buenos Aires, que se encuentra en comunión con la Iglesia del Pueblo Danés, realizó la primera boda religiosa homosexual de Argentina en 2010 mediante la bendición de una unión del mismo sexo en su iglesia, ubicada en el barrio de San Telmo, aunque hoy dicha iglesia se ha alejado de la así llamada teología woke, retornando a un protestantismo de sana doctrina y raíces bíblicas. Asimismo, en abril de 2016, una comunidad judía reformista de Buenos Aires celebró la primera boda homosexual judía de Argentina y de Latinoamérica, entre dos mujeres judías. Fuera del centro del país, en julio del 2016 en Mendoza (localidad de San Roque, Maipú) se celebró la primera unión civil en la Iglesia Nuestra Señora del Valle la cual pertenece a una corriente católica que surge de la fusión entre la Iglesia Anglicana y la Iglesia Episcopal Libre.

## Libros
- Bimbi, Bruno (2010). Matrimonio Igualitario. Intrigas, tensiones y secretos en el camino hacia la ley. Buenos Aires: Planeta. ISBN 978-950-49-2467-8.
- Aldao, Martín y Clericó, Laura (compiladores) (2010). Matrimonio Igualitario: perspectivas sociales, políticas y jurídicas. Buenos Aires: Eudeba. ISBN 978-950-23-1768-7.
- Bazán, Osvaldo (2010). Historia de la Homosexualidad en Argentina. Nueva Edición Actualizada. Buenos Aires: Marea. ISBN 978-987-1307-35-7.
- Bristot, Rodrigo (2010). Igualdad. Textos sobre el matrimonio igualitario. Buenos Aires:.
- Von Opiela, Carolina; Solari, Néstor Eliseo (Directores) (2011). Matrimonio entre personas del mismo sexo Ley 26.618. Antecedentes. Implicancias. Efectos. Buenos Aires: La Ley. ISBN 978-987-03-2019-7.